# Cylindrachetidae
Los cilindraquétidos (Cylindrachetidae) son una familia de insectos ortópteros celíferos. Se distribuye por Oceanía y Patagonia.

## Géneros
Según Orthoptera Species File (31 mars 2010):
- Cylindracheta Kirby, 1906
- Cylindraustralia Günther, 1992
- Cylindroryctes Tindale, 1928